# Karl-Heinz Brunner

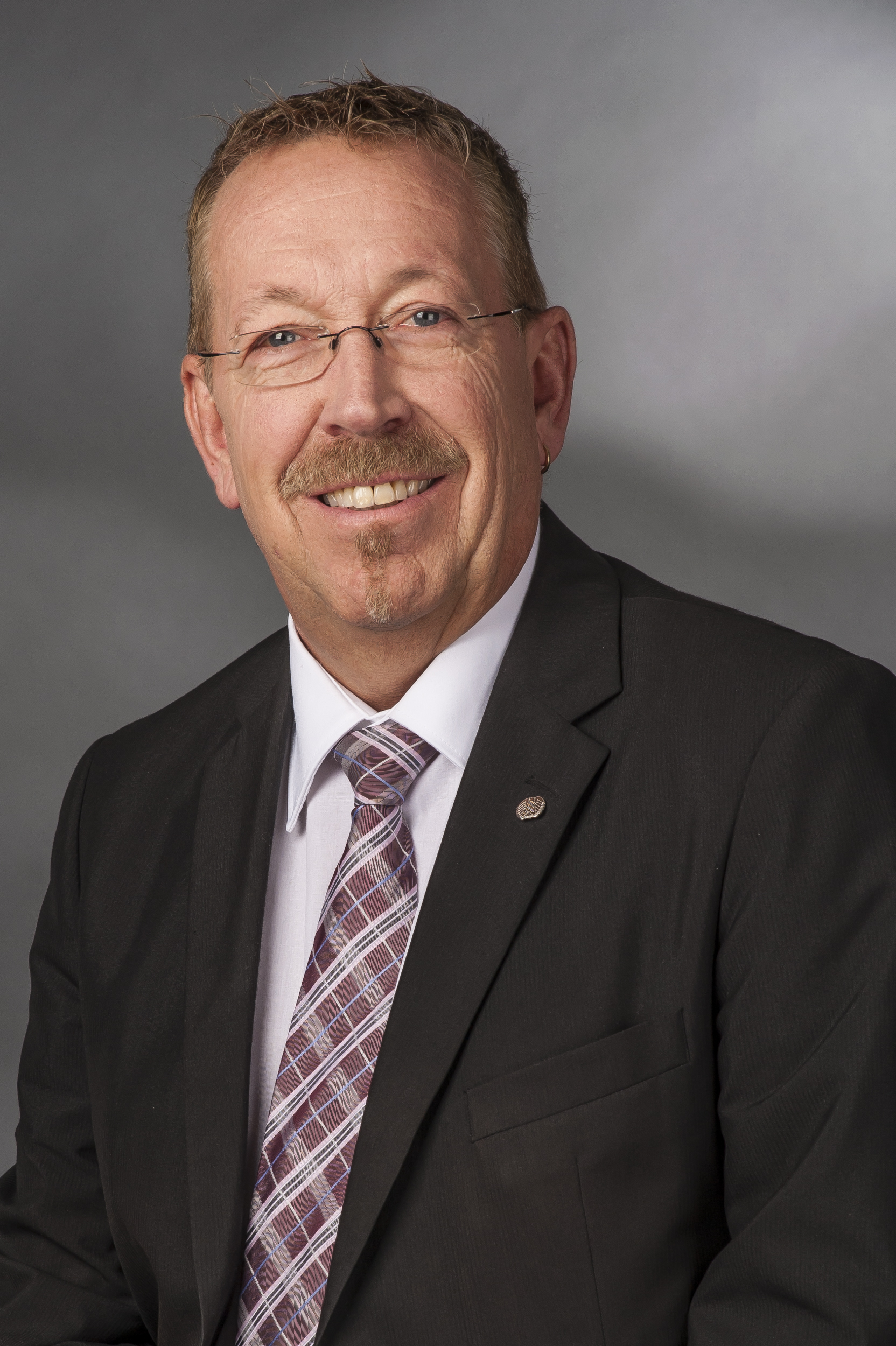
Karl-Heinz Brunner (2014)

Karl-Heinz Brunner (* 14. März 1953 in München) ist ein deutscher Politiker (SPD) und war von 2013 bis 2021 Mitglied des Deutschen Bundestages.

## Leben und politisches Engagement
Nach dem Abitur studierte Brunner Betriebswirtschaftslehre, Rechtspflege und Management in Reutlingen, München, Starnberg und Bratislava. In den Jahren 1978 bis 1990 war er am Amtsgericht und bei der Staatsanwaltschaft Kempten tätig. Seit 2005 arbeitet er als selbstständiger Rechtsberater und als weiterer geschäftsführender Gesellschafter der Illertisser Sonnenschein, einer Solarkraftwerkgesellschaft. Seit 2012 hat er einen nebenberuflichen Lehrauftrag zum Thema Public Private Partnership an der Hochschule Biberach.
Brunner ist altkatholisch, verheiratet und hat zwei erwachsene Kinder. Im September 2020 outete sich Brunner als homosexuell. Er wohnt seit 2019 mit seinem Partner in Berlin.

## Politische Tätigkeiten
Brunner trat im Jahr 1982 in die SPD ein. Seit 1985 engagiert er sich in der Kommunalpolitik. Von 1985 bis 1990 war er Ortsvereinsvorsitzender in Kempten-Nord. Von 1998 bis 1990 war er Kreisvorsitzender von Kempten und stellvertretender Unterbezirksvorsitzender von Allgäu-Bodensee. Von 1990 bis 2002 war er Erster Bürgermeister von Illertissen, seit 1996 ist er Kreisrat des Landkreises Neu-Ulm. Von 1998 bis 2012 war er dort ebenfalls Fraktionsvorsitzender. Seit 2015 ist er Vorsitzender des SPD-Kreisverbands Neu-Ulm, seit 2008 stellvertretender Vorsitzender des SPD-Bezirks Schwaben und seit 2019 Vorsitzender des Wirtschaftsclubs der BayernSPD.
Nach dem Rücktritt von Parteichefin Andrea Nahles gab Karl-Heinz Brunner am 20. August 2019 bekannt, für die Wahl zum SPD-Vorsitz 2019 kandidieren zu wollen, zog die Kandidatur aber am 16. September 2019 zurück. Brunner sagte dazu, dass er einen „deutlichen Überhang der GroKo-Gegner und des linken Parteispektrums“ sehe. Als Mitglied im Seeheimer Kreis wolle er mit seiner Kandidatur sicherstellen, dass „die ganze Vielfalt der Partei widergespiegelt wird“.
Brunner ist ferner Mitglied der Sozialdemokratischen Partei Österreichs und der Česká strana sociálně demokratická sowie Mitglied der Vollversammlung des Sudetendeutschen Rates, Mitglied des Stiftungsrates der Deutschen Härtefallstiftung und stellvertretendes Mitglied im Kuratorium der Stiftung Forum Recht.

### Deutscher Bundestag
Zur Bundestagswahl 2009 trat Brunner erfolglos als Direktkandidat im Bundestagswahlkreis Neu-Ulm an. Bei der Bundestagswahl 2013 gelang ihm der Bundestagseinzug über die SPD-Landesliste Bayern. 2017 wurde er über die Landesliste wiedergewählt.
Brunner war stellvertretender Sprecher seiner Fraktion und ordentliches Mitglied im Ausschuss für Recht und Verbraucherschutz. Dort war er zuständig für das Unternehmensinsolvenzrecht sowie die Gleichstellung von Lesben und Schwulen. Darüber hinaus war er als zuständiger Berichterstatter im Rechtsausschuss auch vom Deutschen Bundestag zum Mitglied der gemeinsamen Kommission für die Hilfe der Opfer der Colonia Dignidad gewählt worden. Hier setzte er sich unter anderem für eine finanzielle Entschädigung ein.
Brunner war ordentliches Mitglied im Verteidigungsausschuss und Berichterstatter seiner Fraktion für die Bereiche Luftwaffe und Rüstungskontrolle. Als abrüstungspolitischer Sprecher der SPD-Bundestagsfraktion ist Brunner Obmann im Unterausschuss Abrüstung, Rüstungskontrolle und Nichtverbreitung. Ebenfalls war er Mitglied im 1. Untersuchungsausschuss des Verteidigungsausschusses. Darüber hinaus war er queerpolitischer Sprecher seiner Fraktion.
Ebenso war er stellvertretendes Mitglied der Parlamentarischen Versammlung der NATO. Als Mitglied der Parlamentarischen Versammlung der NATO nahm Brunner während der Krise in der Ukraine 2014 an der OSZE-Beobachtermission für die Präsidentschaftswahl in der Ukraine 2014 teil. Dort nahm er auch an Treffen mit lokalen LGBT-Vereinen teil.
In der Landesgruppe Bayern der SPD-Bundestagsfraktion war Brunner stellvertretender Vorsitzender sowie verteidigungspolitischer und rechtspolitischer Sprecher.
Außerdem war er stellvertretendes Mitglied im Ausschuss für Wahlprüfung, Immunität und Geschäftsordnung, im Auswärtigem Ausschuss und im Unterausschuss Europarecht. Zudem war er stellvertretender Vorsitzender der deutsch-österreichischen Parlamentariergruppe und war Mitglied der deutsch-israelischen und der deutsch-südosteuropäische Parlamentariergruppen.
Bei der Bundestagswahl 2021 kandidierte er erneut im Wahlkreis Neu-Ulm, verpasste jedoch mit 16,0 % der Erststimmen hinter Alexander Engelhard (CSU; 37,2 %) den Wiedereinzug in den Deutschen Bundestag.

## Doktorgrad
Seinen Doktorgrad „doktor filozofie“ (PhDr.) erwarb sich Brunner an der Universität von Bratislava. Dieser Doktorgrad ist nicht mit einem deutschen, wissenschaftlichen Doktorgrad vergleichbar. Er entspricht einem Masterabschluss und darf nur, da er vor dem Jahr 2007 erworben wurde, in den Bundesländern Bayern und Berlin als Dr. geführt werden. In allen anderen Bundesländern darf Brunner nicht mit diesem Titel auftreten. Im Jahr 2009 wurde er wegen Missbrauchs von Titeln, Berufsbezeichnungen und Abzeichen anonym angezeigt. Die Staatsanwaltschaft Memmingen stellte 2009 das Ermittlungsverfahren ein.

## Mitgliedschaften
Brunner ist Mitherausgeber des politischen Magazins Berliner Republik und Vorsitzender des Freundeskreises Illertissen – Elbogen / Loket n. O. Im Bayerischen Roten Kreuz, dem er seit 1970 angehört sowie in der Arbeiterwohlfahrt ist er ehrenamtlich tätig.